# Grand Prix Formule 1 van Australië 2010

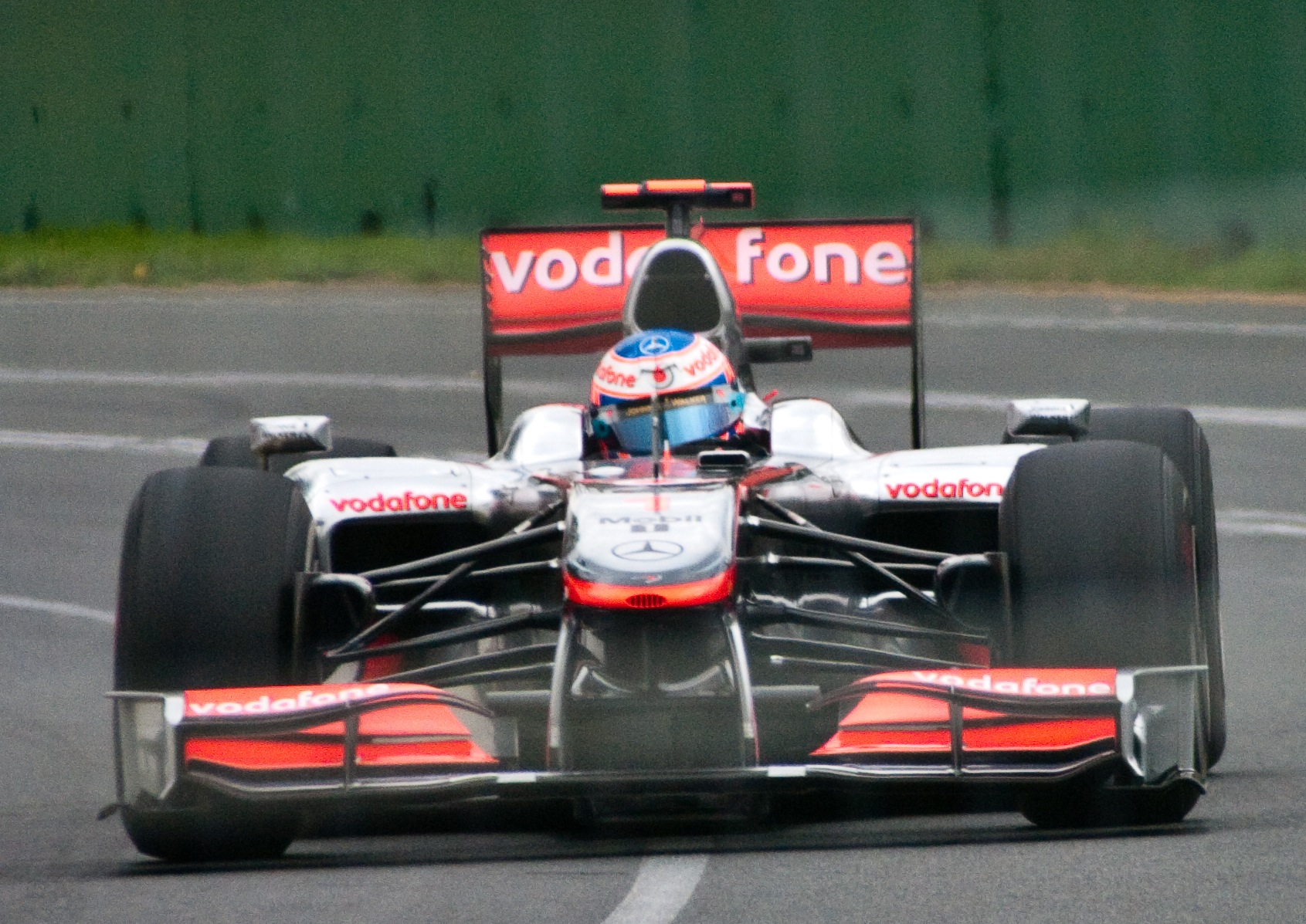
Jenson Button op weg naar zijn overwinning in de tweede race van 2010, de GP van Australië.

De Grand Prix Formule 1 van Australië 2010 werd gehouden op 28 maart 2010 op het Circuit Albert Park. Het was de tweede race uit het kampioenschap.
Sebastian Vettel, van het Red Bull Racing team, pakte de poleposition voor deze race, gevolgd door teamgenoot Mark Webber en Fernando Alonso, uitkomend voor Ferrari.
De race werd gewonnen door Jenson Button van McLaren, voor Robert Kubica en Felipe Massa, die respectievelijk tweede en derde werden.

## Kwalificatie
| Positie | Nr | Coureur            | Constructeur         | Q1       | Q2       | Q3       | Grid |
| ------- | -- | ------------------ | -------------------- | -------- | -------- | -------- | ---- |
| 1       | 5  | Sebastian Vettel   | RBR-Renault          | 1:24.774 | 1:24.096 | 1:23.919 | 1    |
| 2       | 6  | Mark Webber        | RBR-Renault          | 1:25.286 | 1:24.276 | 1:24.035 | 2    |
| 3       | 8  | Fernando Alonso    | Ferrari              | 1:25.082 | 1:24.335 | 1:24.111 | 3    |
| 4       | 1  | Jenson Button      | McLaren-Mercedes     | 1:24.897 | 1:24.531 | 1:24.675 | 4    |
| 5       | 7  | Felipe Massa       | Ferrari              | 1:25.548 | 1:25.010 | 1:24.837 | 5    |
| 6       | 4  | Nico Rosberg       | Mercedes GP          | 1:24.788 | 1:24.788 | 1:24.884 | 6    |
| 7       | 3  | Michael Schumacher | Mercedes GP          | 1:25.351 | 1:24.871 | 1:24.927 | 7    |
| 8       | 9  | Rubens Barrichello | Williams-Cosworth    | 1:25.702 | 1:25.085 | 1:25.217 | 8    |
| 9       | 11 | Robert Kubica      | Renault              | 1:25.588 | 1:25.122 | 1:25.372 | 9    |
| 10      | 14 | Adrian Sutil       | Force India-Mercedes | 1:25.504 | 1:25.046 | 1:26.036 | 10   |
| 11      | 2  | Lewis Hamilton     | McLaren-Mercedes     | 1:25.046 | 1:25.184 |          | 11   |
| 12      | 16 | Sébastien Buemi    | STR-Ferrari          | 1:26.061 | 1:25.638 |          | 12   |
| 13      | 15 | Vitantonio Liuzzi  | Force India-Mercedes | 1:26.170 | 1:25.743 |          | 13   |
| 14      | 22 | Pedro de la Rosa   | Sauber-Ferrari       | 1:26.089 | 1:25.747 |          | 14   |
| 15      | 10 | Nico Hülkenberg    | Williams-Cosworth    | 1:25.866 | 1:25.748 |          | 15   |
| 16      | 23 | Kamui Kobayashi    | Sauber-Ferrari       | 1:26.251 | 1:25.777 |          | 16   |
| 17      | 17 | Jaime Alguersuari  | STR-Ferrari          | 1:26.095 | 1:26.089 |          | 17   |
| 18      | 12 | Vitali Petrov      | Renault              | 1:26.471 |          |          | 18   |
| 19      | 19 | Heikki Kovalainen  | Lotus-Cosworth       | 1:28.797 |          |          | 19   |
| 20      | 18 | Jarno Trulli       | Lotus-Cosworth       | 1:29.111 |          |          | DNS  |
| 21      | 24 | Timo Glock         | Virgin-Cosworth      | 1:29.592 |          |          | Pit  |
| 22      | 25 | Lucas di Grassi    | Virgin-Cosworth      | 1:30.185 |          |          | Pit  |
| 23      | 21 | Bruno Senna        | HRT-Cosworth         | 1:30.526 |          |          | 21   |
| 24      | 20 | Karun Chandhok     | HRT-Cosworth         | 1:30.613 |          |          | 22   |

## Race
| Positie | Nr | Coureur            | Constructeur                | Rondes | Tijd/Oorzaak uitval | Startplaats | Punten |
| ------- | -- | ------------------ | --------------------------- | ------ | ------------------- | ----------- | ------ |
| 1       | 1  | Jenson Button      | McLaren-Mercedes            | 58     | 1:33:36.531         | 4           | 25     |
| 2       | 11 | Robert Kubica      | Renault                     | 58     | +12.034             | 9           | 18     |
| 3       | 7  | Felipe Massa       | Ferrari                     | 58     | +14.488             | 5           | 15     |
| 4       | 8  | Fernando Alonso    | Ferrari                     | 58     | +16.304             | 3           | 12     |
| 5       | 4  | Nico Rosberg       | Mercedes GP                 | 58     | +16.683             | 6           | 10     |
| 6       | 2  | Lewis Hamilton     | McLaren-Mercedes            | 58     | +29.898             | 11          | 8      |
| 7       | 15 | Vitantonio Liuzzi  | Force India-Mercedes        | 58     | +59.847             | 13          | 6      |
| 8       | 9  | Rubens Barrichello | Williams-Cosworth           | 58     | +1:00.536           | 8           | 4      |
| 9       | 6  | Mark Webber        | RBR-Renault                 | 58     | +1:07.319           | 2           | 2      |
| 10      | 3  | Michael Schumacher | Mercedes GP                 | 58     | +1:09.391           | 7           | 1      |
| 11      | 17 | Jaime Alguersuari  | STR-Ferrari                 | 58     | +1:11.301           | 17          |        |
| 12      | 22 | Pedro de la Rosa   | Sauber-Ferrari              | 58     | +1:14.084           | 14          |        |
| 13      | 19 | Heikki Kovalainen  | Lotus-Cosworth              | 56     | + 2 ronden          | 18          |        |
| 14      | 20 | Karun Chandhok     | HRT-Cosworth                | 53     | + 5 ronden          | 22          |        |
| Ret     | 24 | Timo Glock         | Virgin-Cosworth             | 41     | Ophanging           | Pit         |        |
| Ret     | 25 | Lucas di Grassi    | Virgin-Cosworth             | 26     | Hydraulisch         | Pit         |        |
| Ret     | 5  | Sebastian Vettel   | RBR-Renault                 | 25     | Wiel                | 1           |        |
| Ret     | 14 | Adrian Sutil       | Force India-Mercedes        | 11     | Motor               | 10          |        |
| Ret     | 12 | Vitali Petrov      | Renault                     | 11     | Spin                | 18          |        |
| Ret     | 21 | Bruno Senna        | HRT-Cosworth                | 4      | Hydraulisch         | 21          |        |
| Ret     | 16 | Sébastien Buemi    | Scuderia Toro Rosso-Ferrari | 1      | Ongeval             | 12          |        |
| Ret     | 10 | Nico Hülkenberg    | Williams-Cosworth           | 1      | Ongeval             | 15          |        |
| Ret     | 23 | Kamui Kobayashi    | Sauber-Ferrari              | 1      | Ongeval             | 16          |        |
| DNS     | 18 | Jarno Trulli       | Lotus-Cosworth              | 0      | Hydraulisch         | Pit         |        |

## Noot
- Dit was de 25ste podiumplaats voor Jenson Button en de tiende podiumplaats voor Robert Kubica en voor een Poolse coureur.

1949 · 1985 · 1986 · 1987 · 1988 · 1989 · 1990 · 1991 · 1992 · 1993 · 1994 · 1995 · 1996 · 1997 · 1998 · 1999 · 2000 · 2001 · 2002 · 2003 · 2004 · 2005 · 2006 · 2007 · 2008 · 2009 · 2010 · 2011 · 2012 · 2013 · 2014 · 2015 · 2016 · 2017 · 2018 · 2019 · 2020 · 2021 · 2022 · 2023 · 2024 · 2025